# الحارث بن سيما الشرابي
الحارث بن سيما الشرابي (توفي 870) كان والي فارس للخلافة العباسية من عام 869 حتى وفاته.

## الحياة مهنية
جاء تعيين الحارث في فارس في أعقاب الدخول القسري الأخير للأمير الصفاري يعقوب بن الليث إلى شيراز عاصمة الولاية.  سمح رحيل يعقوب اللاحق عن فارس للحكومة الخليفة بإعادة بسط سلطتها لفترة وجيزة على المحافظة، ووصل الحارث ومسؤولون آخرون للسيطرة على الشؤون المحلية. 
كانت ولاية الحارث قصيرة. سرعان ما تم تحديه من قبل أحد الخوارج المحليين محمد بن واصل اشتبك الطرفان في معركة وقتل الحارث. ثم استولى محمد على فارس.